# Lamponius postpositus
Lamponius postpositus är en insektsart som först beskrevs av Ludwig Redtenbacher 1908.  Lamponius postpositus ingår i släktet Lamponius och familjen Pseudophasmatidae. Inga underarter finns listade i Catalogue of Life.